# Sever Suciu
Sever Suciu (n. 17 februarie 1924, Gâmbuț, Mureș —  d. 2 august 1997, Târnăveni) a fost un sculptor român având arta cu ecouri adânci în sculptura naivă populară.

## Opera

### Sculptură în lemn
- 1979 - Pomul vieții
- 1981 - "Împăratul Carpaților" și "Apostolul sărac"
- 1983 - "Iov"
- 1984 - "Alegorie dacică"
- - "Regina muzicii"

### Sculptură în piatră
- 1984 - 1996 - "Iubirea de unire"
- - "Echilibru antic"
- - "Suferința"
- - "Nașterea filosofilor"